# 石垣号海防舰
石垣號海防艦（日语：／ Ishigaki ?）是二战中大日本帝国海军的占守级海防舰一艘，她以千岛群岛为基地执行巡逻和护航任务。以击沉美国海军S-44号潜艇闻名（该艇于萨沃岛海战中击沉了加古號重巡洋艦）。

## 服役

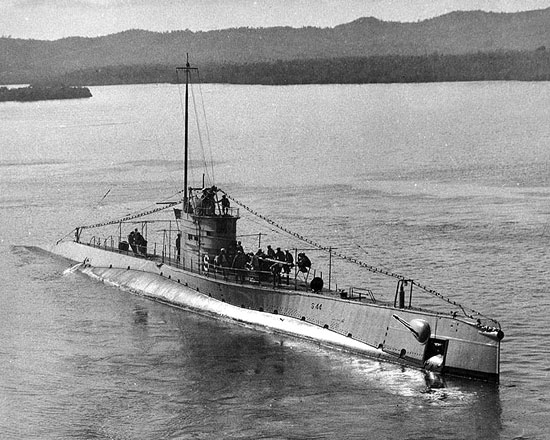
The USS S-44 which was sunk by the Ishigaki

1943年10月7日晚石垣号击沉了美国潜艇USS S-44 SS-155. 当时S-44在雷达上发现一个目标她认为那是一条小货船并用甲板炮向之开火。